# Glossina tachinoides
Glossina tachinoides är en tvåvingeart som beskrevs av John Obadiah Westwood 1851. Glossina tachinoides ingår i släktet tsetseflugor, och familjen Glossinidae. Inga underarter finns listade i Catalogue of Life.